# Tossal de Vilarnau
El Tossal de Vilarnau és una muntanya de 374,1 metres que es troba al municipi d'Alguaire, a la comarca catalana del Segrià.
Al cim podem trobar-hi un vèrtex geodèsic (referència 25019001).